# Джуліан Шнабель
Джуліа́н Шна́бель (англ. Julian Schnabel; нар. 26 жовтня 1951, Нью-Йорк, США) — американський художник і кінорежисер та сценарист. Лауреат та номінант численних фестивальних та професійних національних та міжнародних кінонагород .

## Біографія
Джуліан Шнабель народився 26 жовтня 1951 року в нью-йоркському районі Бруклін, в єврейській родині Ести Грінберг і Джека Шнабеля.
На початку 1979 у Шнабеля відбулася перша персональна виставка в галереї Мері Бун у Нью-Йорку. Цього ж він показує декілька своїх «тарілкових» картин (у які були вмонтовані осколки порцеляни). Картини Шнабеля 1980-х років, переважно дуже великі, були зроблені поспіхом і відрізнялися великою кількістю матеріалів і стилів. Як полотно художник часто використав лінолеум, оксамит, звірині шкури. З картин виступали різні предмети. Наприклад, оленячі роги, як на картині «Передісторія: Слава, Честь, Привілей, Надія» 1981 року. Шнабель створював схожі на колажі, з цитатами зі старих майстрів, іноді легковажні картини. Наступні декілька років він часто подорожує Європою, де вражений роботами Гауді, Сая Твомбли і Йозефа Бойса. Він бере участь у Венеційському бієнале в 1980 році і до середини 1980-х стає помітною фігурою серед неоекспресіоністів.

## Кар'єра в кіно
Джуліан Шнабель поставив шість фільмів, триз яких — за власними сценаріями. Його кінодебют «Баскія» (1996) розповідає про американського художника Жан-Мішеля Баскію, близького друга Енді Воргола. Прототипом одного з героїв цієї стрічки — Альберта Міло у виконанні Ґері Олдмена став сам Джуліан Шнабель. Роль Енді Воргола в цьому фільмі зіграв Девід Бові.
Другий фільм «Поки не настане ніч» (2000) є адаптацією мемуарів кубинського поета Рейнальдо Аренаса, який покинув батьківщину після приходу до влади Фіделя Кастро. На 57-му Венеційському міжнародному кінофестивалі стрічка була відзначена Гран-прі журі та Спеціальною згадкою Міжнародної Католицької організації в царині кіно (OCIC).
«Скафандр і метелик» (2007) оповідає про Жана-Домініка Бобі, редактора часопису ELLE, який у віці 43 років після інсульту через загострення хвороби був повністю паралізований. За цей фільм, заснований на автобіографії Бобі, Шнабель отримав нагороду за найкращу режисуру на 60-му Каннському кінофестивалі, «Золотий глобус» за найкращу режисерську роботу та низку інших фестивальних та професійних кінонагород.
Фільм Джуліана Шнабеля 2018 року «Ван Гог. На порозі вічності» з Віллемом Дефо в ролі Ван Гога брав участь в основній конкурсній програмі 75-го Венеційського міжнародного кінофестивалю, де відбулася його світова прем'єра, та отримав там дві нагороди.

## Особисте життя
Джуліан Шнабель має трьох дітей від першої дружини, дизайнера одягу Жаклін Боуранг, двох доньок: Лолу, художницю і режисера, та Стелу, поетесу і акторку, і сина Віто, артдилера.
У 2007—2011 роках Шнабель зустрічався з палестинською журналісткою Рулою Джибріль, яка була сценаристкою його фільму «Міраль».
Від квітня 2012 року Джуліан перебуває у фактичному шлюбі з данською фотомоделлю Мей Андерсен (нар. 16 червня 1982 року в Копенгагені), з якою був заручений з листопада того ж року. У пари є син — Шутер Сангілл Джуліан Шнабель-молодший (нар. 20 червня 2013 року).

## Фільмографія
Режисер, сценарист та продюсер
| Рік  |      | Назва українською           | Оригінальна назва            | Режисер | Сценарист | Продюсер | Композитор |
| ---- | ---- | --------------------------- | ---------------------------- | ------- | --------- | -------- | ---------- |
| 1996 |      | Баскія                      | Basquiat                     | Так     | Так       |          | Так        |
| 2000 |      | Поки не настане ніч         | Before Night Falls           | Так     | Так       | Так      |            |
| 2007 |      | Скафандр і метелик          | Le scaphandre et le papillon | Так     |           |          |            |
| 2007 | док. | Берлін                      | Berlin                       | Так     |           |          |            |
| 2010 |      | Міраль                      | Miral                        | Так     |           |          |            |
| 2018 |      | Ван Гог. На порозі вічності | At Eternity's Gate           | Так     | Так       |          |            |
| Н/Д  |      | У Дантових руках            | In the Hand of Dante         | Так     | Так       |          |            |

Актор
- 2015 : Собаче серце / Heart of a Dog — художник

## Визнання
| Рік                                               | Категорія                                                     | Фільм                       | Результат |
| ------------------------------------------------- | ------------------------------------------------------------- | --------------------------- | --------- |
| Венеційський міжнародний кінофестиваль            |                                                               |                             |           |
| 1996                                              | Золотий лев                                                   | Баскія                      | Номінація |
| 2000                                              | Золотий лев                                                   | Поки не настане ніч         | Номінація |
| 2000                                              | Гран-прі журі                                                 | Поки не настане ніч         | Перемога  |
| 2000                                              | Приз Міжнародної Католицької організації в царині кіно (OCIC) | Поки не настане ніч         | Перемога  |
| 2010                                              | Золотий лев                                                   | Міраль                      | Номінація |
| 2010                                              | Нагорода ЮНЕСКО                                               | Міраль                      | Перемога  |
| 2010                                              | Нагорода ЮНІСЕФ                                               | Міраль                      | Перемога  |
| 2018                                              | Золотий лев                                                   | Ван Гог. На порозі вічності | Номінація |
| 2018                                              | Премія «Золота крапля»                                        | Ван Гог. На порозі вічності | Перемога  |
| 2018                                              | Нагорода Фонду Міммо Ротелла                                  | Ван Гог. На порозі вічності | Перемога  |
| Премія «Незалежний дух»                           |                                                               |                             |           |
| 2001                                              | Найкращий режисер                                             | Поки не настане ніч         | Номінація |
| 2008                                              | Найкращий режисер                                             | Скафандр і метелик          | Перемога  |
| Каннський міжнародний кінофестиваль               |                                                               |                             |           |
| 2007                                              | Золота пальмова гілка                                         | Скафандр і метелик          | Номінація |
| 2007                                              | Приз за найкращу режисерську роботу                           | Скафандр і метелик          | Перемога  |
| Міжнародний кінофестиваль у Сан-Себастьяні        |                                                               |                             |           |
| 2007                                              | Приз глядацьких симпатій за найкращий європейський фільм      | Скафандр і метелик          | Перемога  |
| Кінофестиваль AFI Fest                            |                                                               |                             |           |
| 2007                                              | Приз глядацьких симпатій за найкращий художній фільм          | Скафандр і метелик          | Перемога  |
| Міжнародний кінофестиваль у Форт-Лодердейл        |                                                               |                             |           |
| 2007                                              | Приз журі за найкращий фільм                                  | Скафандр і метелик          | Перемога  |
| Гемптонський міжнародний кінофестиваль            |                                                               |                             |           |
| 2007                                              | Художня премія в галузі науки і техніки                       | Скафандр і метелик          | Перемога  |
| Премія «Супутник»                                 |                                                               |                             |           |
| 2007                                              | Авторська нагорода                                            | Скафандр і метелик'         | Перемога  |
| Премія Альянсу жінок-кіножурналістів              |                                                               |                             |           |
| 2007                                              | Найкращий фільм іноземною мовою                               | Скафандр і метелик          | Перемога  |
| 2007                                              | Найкращий режисер                                             | Скафандр і метелик          | Номінація |
| Спільнота кінокритиків Бостона                    |                                                               |                             |           |
| 2007                                              | Найкращий режисер                                             | Скафандр і метелик          | Перемога  |
| Коло кінокритиків Канзас-Сіті                     |                                                               |                             |           |
| 2007                                              | Найкращий режисер                                             | Скафандр і метелик          | Перемога  |
| Премія «Кристофер»                                |                                                               |                             |           |
| 2007                                              | Найкращий фільм                                               | Скафандр і метелик          | Перемога  |
| Премія «Оскар»                                    |                                                               |                             |           |
| 2008                                              | Найкращі досягнення в режисурі                                | Скафандр і метелик          | Номінація |
| Премія «Золотий глобус»                           |                                                               |                             |           |
| 2008                                              | Найкращий режисер                                             | Скафандр і метелик          | Перемога  |
| Премія BAFTA                                      |                                                               |                             |           |
| 2008                                              | Найкращий неангломовний фільм                                 | Скафандр і метелик          | Номінація |
| Премія «Сезар»                                    |                                                               |                             |           |
| 2008                                              | Найкращий фільм                                               | Скафандр і метелик          | Номінація |
| 2008                                              | Найкраща режисерська робота                                   | Скафандр і метелик          | Номінація |
| Премія «Люм'єр»                                   |                                                               |                             |           |
| 2008                                              | Найкращий фільм                                               | Скафандр і метелик          | Номінація |
| Премія «Давид ді Донателло»                       |                                                               |                             |           |
| 2008                                              | Премія «Давид ді Донателло» за найкращий європейський фільм   | Скафандр і метелик          | Номінація |
| Премія «Кришталевий глобус»                       |                                                               |                             |           |
| 2008                                              | Найкращий фільм                                               | Скафандр і метелик          | Номінація |
| Італійський національний синдикат кіножурналістів |                                                               |                             |           |
| 2008                                              | «Срібна стрічка» за найкращий європейський фільм              | Скафандр і метелик          | Номінація |
| Гільдія німецького артхаусного кіно               |                                                               |                             |           |
| 2008                                              | Золота нагорода за найкращий іноземний фільм                  | Скафандр і метелик          | Перемога  |
| Асоціація польських кінокритиків                  |                                                               |                             |           |
| 2008                                              | Почесна згадка — Найкращий фільм іноземною мовою              | Скафандр і метелик          | Перемога  |
| Коло кінокритиків Астралії                        |                                                               |                             |           |
| 2009                                              | Найкращий фільм іноземною мовою                               | Скафандр і метелик          | Перемога  |
| Гамбурзький кінофестиваль                         |                                                               |                             |           |
| 2010                                              | Премія Дугласа Сірка                                          | Міраль                      | Перемога  |
| Премія «CinEuphoria»                              |                                                               |                             |           |
| 2010                                              | Найкращий режисер                                             | Скафандр і метелик          | Перемога  |
| 2010                                              | ТОП-10 фільмів року — Приз глядацьких симпатій                | Скафандр і метелик          | Перемога  |